# Mark Walter
Mark Richard Walter, född 1 januari 1960 i Cedar Rapids i Iowa, är en amerikansk företagsledare som medgrundare och VD för det globala investmentbolaget Guggenheim Partners, LLC. Han är också delägare och ordförande för basebollorganisationen Los Angeles Dodgers i Major League Baseball (MLB) efter att Guggenheims dotterbolag Guggenheim Baseball Management köpte dem för $2,15 miljarder år 2012. Han är delägare i den engelska fotbollsklubben Chelsea FC sedan 2022. I februari 2014 förvärvade Walter och GBM:s alla delägare utom Hollywood-veteranen Peter Guber, dambasketlaget Los Angeles Sparks i Women's National Basketball Association (WNBA). Han var även intresserad av att värva basketorganisationen Los Angeles Clippers i National Basketball Association (NBA) och underhållningsjätten Anschutz Entertainment Group (AEG) som bland annat äger ishockeyorganisationen Los Angeles Kings i National Hockey League (NHL).
Han avlade en kandidatexamen vid Creighton University och en juris doktor vid Northwestern University.
Den amerikanska ekonomitidskriften Forbes rankar Walter till att vara världens 497:e rikaste med en förmögenhet på $5,3 miljarder år 2023.